# Археология конфликтов

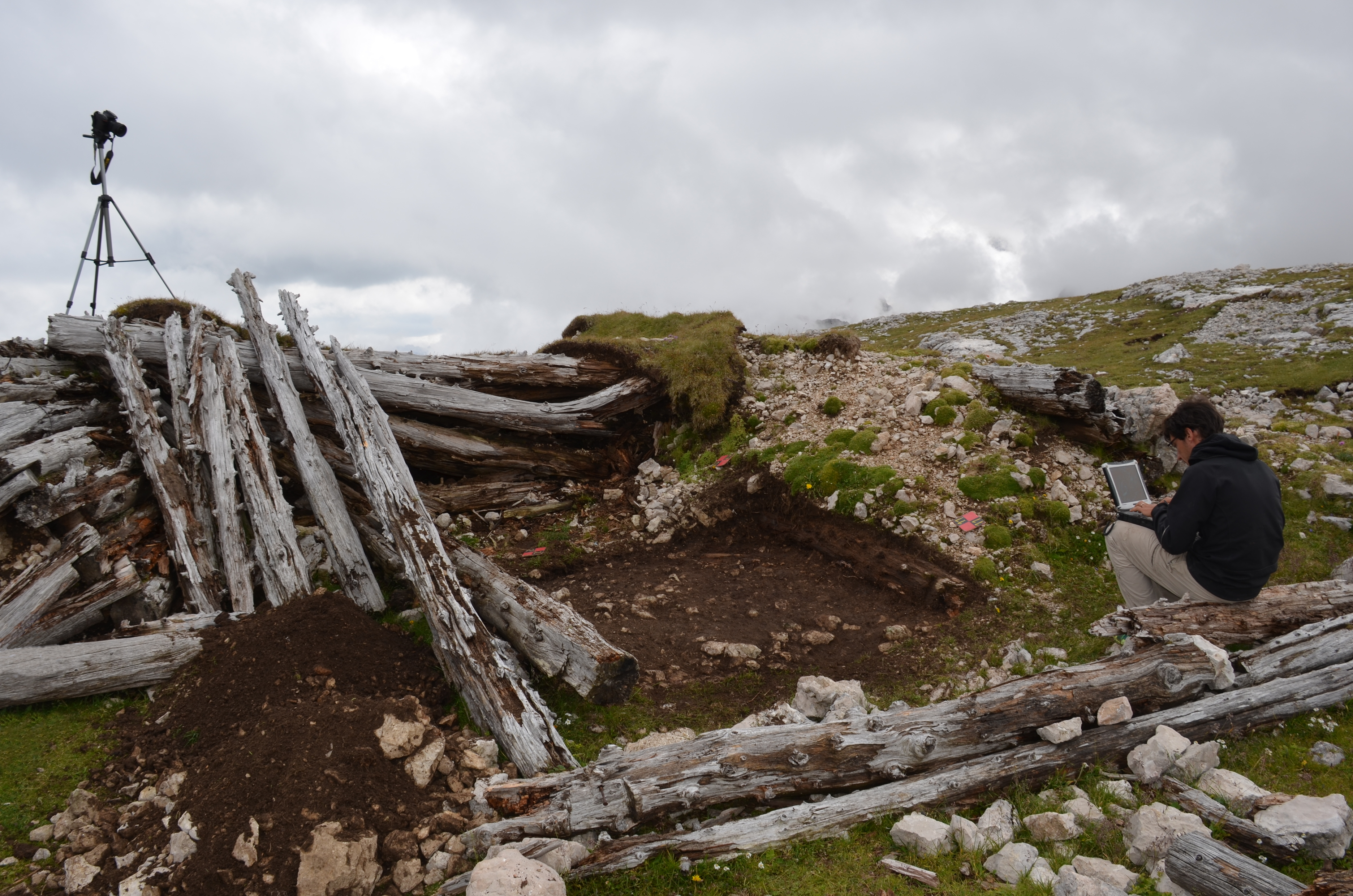
Изучение остатков укреплений Первой мировой войны в горной местности в Италии

Археология конфликтов (англ. Conflict archaeology) — субдисциплина археологии. Занимается археологическим изучением межгрупповых и внутригрупповых конфликтов. Тесно связана с военной археологией (археологией полей сражений, вооружения, оборонительных сооружений).
Военная археология изучает материальные древности, связанные с военным делом, например свидетельства сражений и штурмов городов, гробницы военных лидеров и дружинников, массовые воинские захоронения.
Археологические источники имеют особое значение для изучения конфликтов древности, однако иногда информация, добытая с помощью археологии, оказывается весьма ценной даже в отношении военных конфликтов XX века, о которых сохранилось много письменных источников (например, уточняются места, время и характер боёв, количество погибших или питание солдат, их досуг и т. п.). Британский историк Николас Сондерс в 2001 году опубликовал первую монографию, посвящённую «окопному искусству» Первой мировой войны, после чего изучение «окопного искусства», стало признанной академической дисциплиной со стремительно расширяющимся списком публикаций по данной тематике.